# Transsylvania Phoenix
Transsylvania Phoenix, meist aber nur Phoenix genannt, ist eine rumänische Band. Die Mitglieder sind Nicu Covaci, Josef Kappl, Mircea Baniciu, Flavius Hosu, Mani Neumann, Cristi Gram und Ionuț Contraș.

## Bandgeschichte
1962 wird die Schülerband „Sfinții“ („Die Heiligen“) von Nicu Covaci in Timișoara gegründet. Aufgrund des Vorwurfs, religiöse Propaganda zu betreiben, ist die Band gezwungen, 1965 ihren Namen zu ändern und heißt von da an „PHOENIX“. Anfangs spielt die Band in der Mensa der polytechnischen Hochschule und später im Gewerkschaftsclub „Lola“. 1968 gewinnt PHOENIX den Großen Preis des rumänischen Studenten-Festivals in Iași. Dabei kommt der erste Plattenvertrag zustande. PHOENIX wird zu dieser Zeit auch häufig als rumänische Antwort auf Jethro Tull bezeichnet. Trotz der Verleihung diverser Preise für Kreativität und Interpretation bei rumänischen Studentenfestivals in Bukarest folgt 1970 aufgrund der angespannten innenpolitischen Situation ein Auftrittsverbot. Nun erzielt die Band Erfolge in der Tschechoslowakei und Polen auf diversen Musikfestivals. 1974 geht Frontman Covaci ins Exil nach Amsterdam und verzichtet auf die rumänische Staatsangehörigkeit. 1977 verhilft er seinen Bandkollegen zur Flucht in „Marshall“-Boxen aus Rumänien ins deutsche Exil.
Nach dem misslungenen Versuch, in Deutschland musikalisch Fuß zu fassen, trennt sich die Gruppe, startet jedoch 1988 in alter Besetzung ein Comeback und tourt durch Deutschland. 1990 haben Phoenix ihr Comeback in Rumänien. 2000 wird die CD În umbra marelui urs („Im Schatten des großen Bären“) veröffentlicht und es folgt eine Deutschlandtournee. 2001 erscheint mit In the shadow of the bear eine englische Version von În umbra marelui urs, die von Malcolm J. Lewis, einem ehemaligen Mitglied von Black Sabbath, gesungen wird.
2005 folgte das Album Baba Novak, das die Band in ihrer Gründungsbesetzung einspielte. 2011 verstarb das Gründungsmitglied Béla Kamocsa (* 24. Dezember 1944 in Oradea), am 2. August 2024 der langjährige Bandleader Nicu Covaci.

## Diskografie
Alben
- 1968: Vremuri
- 1969: Floarea stincilor
- 1972: Cei ce ne-au dat nume
- 1973: Mesterul Manole
- 1974: Mugur de fluier
- 1975: Cantafabule
- 1981: Transsylvania
- 1988: Tuareg
- 1990: Ciocirlia/Perestroika
- 1992: Symphoenix
- 1992: Timișoara
- 1999: Ora -Hora
- 2000: În umbra marelui urs
- 2003: În umbra marelui U.R.S.S. (Neu-Ausgabe des Albums von 2000)
- 2005: Baba Novak
- 2014: Vino, Țepeș!